# Фрасо Сабино
Фра̀со Сабѝно (на италиански: Frasso Sabino, на местен диалект u Fràssu, у Фрасу) е село и община в Централна Италия, провинция Риети, регион Лацио. Разположено е на 412 m надморска височина. Населението на общината е 709 души (към 2010 г.).